# Italië op het Eurovisiesongfestival 1975
Italië deed mee aan het Eurovisiesongfestival 1975 in Stockholm (Zweden). Het was de twintigste deelname van het land.

## Nationale selectie
Net zoals de voorbije jaren koos de RAI, de Italiaanse nationale omroep hun kandidaat voor het Eurovisiesongfestival. Er werd gekozen voor Wess & Dori Ghezzi, die al een tijdje vrij succesvol waren in Italië.

## In Stockholm
Italië werd voor het tweede jaar op rij geloot als laatste om op te treden. Men trad op net na Zweden.
De laatste performance van de avond legde hen geen windeieren. Op het einde van de puntentelling bleek dat Italië op een derde plaats was geëindigd met een totaal van 115 punten, 24 punten meer dan de vierde.

### Gekregen punten

#### Finale
| 12 punten | 10 punten                                                                      | 8 punten    | 7 punten | 6 punten                       |
| --------- | ------------------------------------------------------------------------------ | ----------- | -------- | ------------------------------ |
| - Finland | - Joegoslavië - Malta - Portugal - Turkije - Verenigd Koninkrijk - Zwitserland |             | - Spanje | - België - Ierland - Noorwegen |
| 5 punten  | 4 punten                                                                       | 3 punten    | 2 punten | 1 punt                         |
| - Israël  | - Duitsland - Frankrijk                                                        | - Luxemburg |          | - Monaco - Zweden              |

### Punten gegeven door Italië

#### Finale
Punten gegeven in de finale:
| 12 punten | Zwitserland         |
| 10 punten | Luxemburg           |
| 8 punten  | Frankrijk           |
| 7 punten  | Noorwegen           |
| 6 punten  | Spanje              |
| 5 punten  | Monaco              |
| 4 punten  | Ierland             |
| 3 punten  | Verenigd Koninkrijk |
| 2 punten  | Israël              |
| 1 punt    | Nederland           |

1956 · 1957 · 1958 · 1959 · 1960 · 1961 · 1962 · 1963 · 1964 · 1965 · 1966 · 1967 · 1968 · 1969 · 1970 · 1971 · 1972 · 1973 · 1974 · 1975 · 1976 · 1977 · 1978 · 1979 · 1980 · 1981-1982 · 1983 · 1984 · 1985 · 1986 · 1987 · 1988 · 1989 · 1990 · 1991 · 1992 · 1993 · 1994-1996 · 1997 · 1998-2010 · 2011 · 2012 · 2013 · 2014 · 2015 · 2016 · 2017 · 2018 · 2019 · 2020 · 2021 · 2022 · 2023 · 2024 · 2025